# 'akava'ine

'akava'ine est un terme maori des îles Cook qui désigne, depuis les années 2000, aux îles Cook, des personnes assignées homme à la naissance adoptant une expression de genre et des comportements féminins. Elles sont également désignées sous le terme laelae.
Si ce terme est sans doute ancien, l'identité qu'il dénote date du XXIe siècle et découle d'une influence d'autres Polynésiens, du fait de l'interaction interculturelle des Polynésiens vivant en Nouvelle-Zélande, en particulier les fa'afafine des Samoa, femmes assignées homme à leur naissance. Leur identité relève de la liminalité du genre.

## Termes et étymologie
Selon le dictionnaire maori des îles Cook de 1995, 'akava'ine se constitue du préfixe aka (« être ou se comporter comme ») et va'ine (« femme »), le sens compositionnel est donc « se comporter comme une femme ». Un antonyme de ce terme pourrait être 'akatāne (« agir virilement »),. Le mot maori néo-zélandais Whakawahine a une signification similaire. Jusqu'aux années 1990, selon Kalissa Alexeyeff, le mot 'akava'ine désignait les femmes jugées égocentriques et vaniteuses.
Jusque dans les années 1990, le terme Laelae (similaire au terme raerae utilisé à Tahiti) est utilisé à la fois pour désigner les femmes transgenre et les hommes homosexuels.  Dans les années 2000, les Maoris des îles Cook choisissent de changer ce terme et de se réapproprier le mot 'akava'ine pour se désigner. C'est un emprunt au samoan fa'afafine, que les Maoris des îles Cook ont connu dans la diaspora en Nouvelle-Zélande.
Le mot tutuva'ine (« comme une femme ») est utilisé moins fréquemment et fait normalement référence à un travesti ou à une drag queen,.
Kalissa Alexeyeff indique qu'aux îles Cook, les laelae sont avant tout définies par les rôles qu'elles tiennent au sein de la société, bien plus que leur sexualité. Les laelae ne correspondent donc pas à la catégorie occidentale d'hommes homosexuels. Elles sont d'ailleurs souvent attirées par les hommes cisgenre hétérosexuels. Pour Niko Besnier, les laelae relèvent de la liminalité du genre, en se plaçant entre les catégories masculin et féminin. L'anthropologie a souvent qualifié l'identité de ces personnes comme un troisième genre, une catégorie que rejette Alexeyeff : pour cette anthropologue, il s'agit plutôt d'un « spectre d'identités et d'expressions [de genre] ». 

## Histoire
L'existence de femmes transgenre n'est pas documentée dans les diverses rencontres écrites détaillées du peuple maori pendant l'ère préchrétienne jusqu'au milieu des années 1800 au début des années 1900, bien que ces récits émanent presque tous d'Occidentaux et de missionnaires. En revanche, les personnes transgenres sont mentionnées dans les registres de Samoa (Fa'afafine), Tahiti et Hawai'i (Māhū)[source insuffisante].
Marshall et Suggs en 1971 nient qu'il y a des homosexuels à Mangaia dans les îles Cook, tout en estimant qu'il y a « deux ou trois hommes berdache à Mangaia qui aiment le travail des femmes, peuvent avoir une silhouette féminine et, dans une certaine mesure, peuvent se vêtir comme une femme ». Les personnes assignées homme à leur naissance qu'il a observé aiment et excellent dans le travail des femmes et « sont fréquemment appelés à aider à la cuisine, aux festins, à coudre des taies d'oreiller et à découper des robes et des patrons de vêtements » et « ne montrent aucun désir apparent de partenaires sexuels masculins »[source secondaire nécessaire].
L'homosexualité est illégale pour les hommes dans les îles Cook, mais il existe un mouvement militant transgenre dans les îles du Pacifique pour décriminaliser les droits des LGBT.

## Culture contemporaine
À la fin des années 1990, le terme laelae, emprunt au tahitien raerae,  était le terme le plus couramment utilisé pour décrire les catégories transgenres traditionnelles et les individus considérés comme homosexuels. L'emploi du mot maori 'akava'ine pour une personne transgenre date des années 2000.
La plupart des laelae s'habillent et se comportent comme des femmes : elles attachent leur paréo au dessus de la poitrine (et non pas au niveau du bassin comme le font les hommes), ou bien portent des habits féminins comme la robe Mu'umu'u. D'autres s'habillent en vêtements masculins, mais ont des cheveux longs qu'elles attachent en chignon. Kalissa Alexeyeff indique que leur apparence est généralement « flamboyante » et colorée, et attire généralement l'attention. Elles sociabilisent généralement entre femmes. La plupart des laelae sont décrites comme des artistes talentueuses et peuvent exercer en tant que chorégraphes, costumières ou chanteuses.
Certaines 'akava'ine participent à la confection de tivaevae (courtepointes), une activité traditionnellement pratiquée par les femmes de la communauté.
Les laelae sont généralement acceptées et plutôt bien intégrées dans la société des îles Cook, bien que leur sexualité est souvent critiquée et généralement un sujet tabou. La place des laelae est étroitement liée aux liens avec leur famille et leur communauté.
Te Tiare Association (TTA) est créée en 2008 pour rassembler les 'akava'ine des îles Cook afin de les accompagner et défendre leurs droits. Le 21 juin 2008 a lieu le lancement officiel de TTA et le lancement d'un partenariat entre TTA et la Pacific Islands Aids Foundation. Cette association s'inspire des autres ONG défendant les personnes transgenre aux Tonga et aux Samoa.